# Wyżyna Lubelska

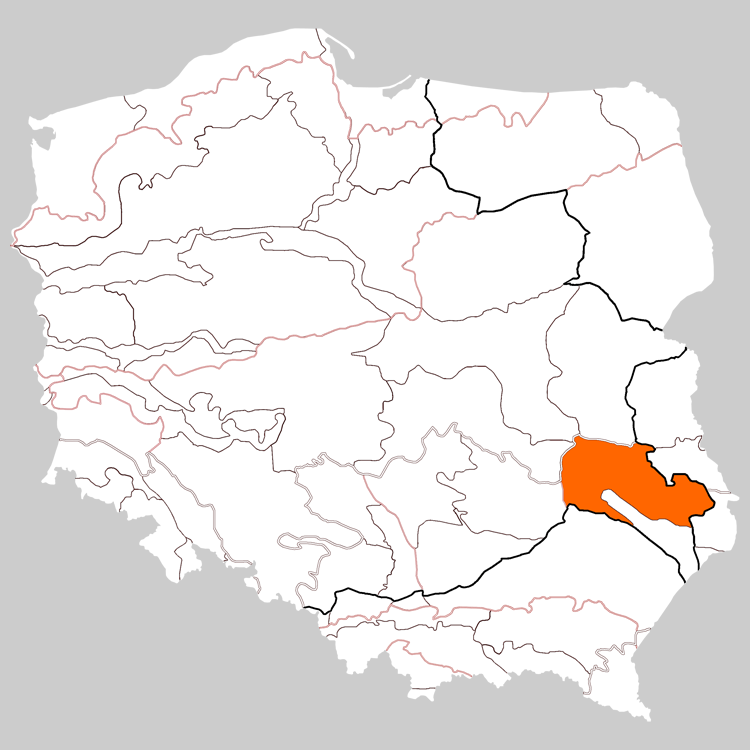
Lage der Region Wyżyna Lubelska in Polen

Die Wyżyna Lubelska (deutsch: Lubliner Hochebene) mit der Nummer 343.1 in der Geomorphologischen Einteilung Polens ist eine Makroregion im östlichen Polen. Sie gehört zur Metaregion Pozaalpejska Europa Środkowa.

## Geographie
Die wichtigsten Städte auf der Wyżyna Lubelska sind:
- Lublin
- Lubartów
- Łęczna
- Nałęczów
- Kazimierz Dolny
- Puławy
- Kraśnik
- Zamość

## Unterteilung
Wyżyna Lubelska wird in folgende Regionen unterteilt:
1. Płaskowyż Nałęczowski
2. Płaskowyż Bełżycki
3. Kotlina Chodelska